# Острво (филм из 2006)
Острво (рус. Остров) је руски филм из 2006. Прича филма прати православног монаха из 20. века.
Филм је затворио Венецијански филмски фестивал 2006, показао се умереним успехом на благајнама и освојио и награду „Ника” и награду кинеске телевизије „Златни орао” као најбољи руски филм 2006. Место снимања био је град Кем, у Карелији, на обали Белог мора. Добио је углавном позитивне критике од критичара.

## Заплет
Током Другог светског рата, морнара Анатолија и његовог капетана Тихона, Немци су заробили када су се укрцали на свој шлеп, који је превозио пошиљку угља. Немачки официр који води рацију нуди Анатолију – који се плаши смрти – избор да буде стрељан или да убије Тихона и остане жив, што Анатолиј узима; пуца, а Тихон пада преко брода. Немци су дигли брод у ваздух, али руски православни монаси следећег јутра проналазе Анатолија на обали. Он преживљава и постаје ломач у манастиру, али га непрестано савладава кривица.
Прође тридесет година. Анатолиј сада има дарове пророштва и исцељења. Али остали монаси га баш и не разумеју. Људи долазе да виде Анатолија ради лечења и упутства, али чак и сада, он остаје у сталном стању покајања. Често улази у чамац и одлази на ненасељено острво где се моли за милост и опроштај и за Тихонову душу.
Прође много година, а у манастир стиже адмирал Северне флоте. Он доводи своју ћерку која је опседнута демоном, али Анатолиј га истерује. Испоставља се да је адмирал Тихон. Открива се да га је Анатолиј само ранио у руку. Тихон опрашта Анатолију.
Анатолиј објављује своју смрт до среде; монаси обезбеђују ковчег. Обучен у белу одећу какву је носио Исус или као православна крсна одећа, он лежи у ковчегу, са распећем. Монаси, од којих један носи велики крст који представља васкрслог Христа, виде се како веслају по ковчегу даље од острва.

## Улоге
| Глумац            | Улога           |
| ----------------- | --------------- |
| Пјотр Мамонов     | Отац Анатолиј   |
| Виктор Сухоруков  | Отац Филарет    |
| Дмитриј Дјужев    | Отац Иов        |
| Јуриј Кузњецов    | Тихон           |
| Викторија Исакова | Настја          |
| Нина Усатова      | Удовица         |
| Јана Есипович     | Млада жена      |
| Олга Демидова     | Жена са дететом |
| Тимофеј Трибунцев | Млади Анатолиј  |
| Алексеј Зеленски  | Млади Тихон     |
| Гриша Степунов    | Дете            |
| Сергеј Бурунов    | Ађутант         |

## Тема
Филм је фокусиран на покајање оца Анатолија за свој грех (дакле, практично непрекидно појање Исусове молитве); али преступи приказаног лика (Јуродивост) и њихов утицај на друге су средства којима се развија стварна радња. Режисер филма Павел Лунгин, говорећи о самосвести централног лика, рекао је да га не сматра паметним или духовним, већ благословеним „у смислу да је откривен нерв, који се повезује са боловима овог света. Његова апсолутна моћ је реакција на бол оних људи који јој дођу;“ док „обично, када се чудо деси, лаици који траже чудо увек буду незадовољни“.
Сценариста Дмитриј Соболев даље објашњава: „Када човек нешто тражи од Бога, често греши јер Бог боље разуме шта је човеку у том тренутку потребно. Пјотр Мамонов, који игра главни лик, некада један од ретких рок музичара у СССР- у, прешао је у православље 1990-их и сада живи у изолованом селу. Павел Лунгин је за њега рекао да је „у великој мери играо самог себе“. Мамонов је добио благослов од свог исповедника за играње лика.
Бивши Патријарх московски Алексије II ( који је био на тој функцији од 1990-2008) похвалио је Острво због његовог дубоког приказа вере и монашког живота, назвавши га „живим примером настојања да се заузме хришћански приступ култури“.

## Критички пријем
На веб локацији Rotten Tomatoes, филм има оцену одобравања од 63% на основу 19 рецензија и просечну оцену од 5,8/10.  Дерек Адамс из Time Out описао је филм као „и искрен и на крају оптимистичан“ у генерално позитивној рецензији. Весли Морис , који је писао за The Bostong Globe, дао је филму 2 и по звездице, назвао филм „отежавајућом комбинацијом побожности, уметничког самосажаљења и свесне глупости која треба да говори о вишим духовним истинама“.

## Награде
- 2006 — Најбољи филм на фестивалу „Московска премијера”
- 2007 — Шест награда на петој националној додели награда Златни орао – „Најбољи филм“, „Најбоља мушка споредна улога“ ( Виктор Сухоруков ), „Најбоља мушка улога“ ( Петр Мамонов ), „Најбоља режија“ ( Павел Лунгин ), „Најбољи сценарио “ ( Дмитриј Соболев ), „Најбољи рад оператера“ ( Андреј Жегалов ).
- 2007 - Ника награде за најбољи филм, најбољу режију, најбољег глумца, најбољу споредну мушку улогу итд.